# 甘佃
甘佃，五代十国南汉象州（今广西象州县）人。
其伯父甘陆，受诏出征，拜为护国将军。归乡后，言人祸福能说中。鄉人立庙祭祀，號称甘大將。甘佃家产富裕，四方穷人请求资助，甘佃从囊中拿出金子给他们。相传他通靈異，人有決禍福者，無不奇中。一天，聚集鄰里，说：“我已经厭世了。”于是对大家说修身事親的一些要点，说完，瞑目而逝。